# Grande Torino

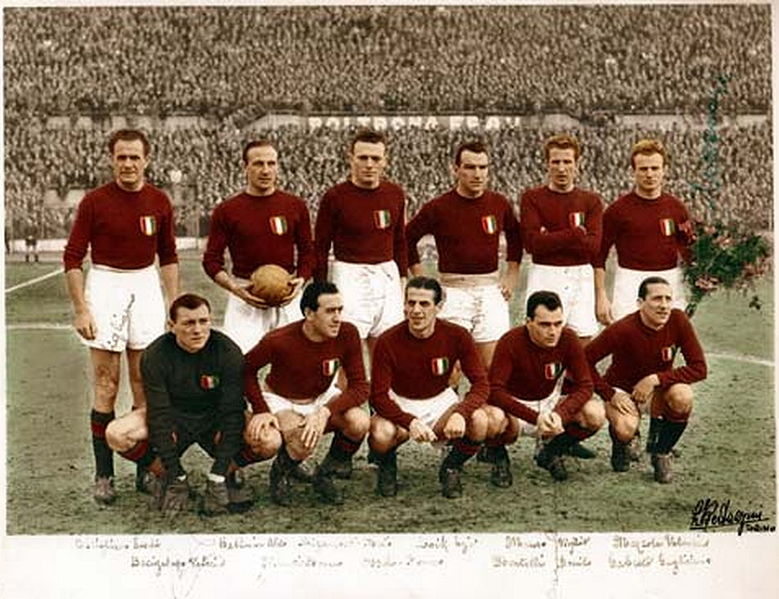
Grande Torino 1948—49

A Grande Torino (Nagy Torino) egy történelmi olasz labdarúgócsapat az 1940-es években. Ötször nyertek bajnokságot Olaszországban, egyszer Olasz Kupát, valamint ez időben a csapat tagjai adták az olasz válogatott gerincét.
Diadalmenetüknek 1949. május 4-én az úgynevezett Superga légikatasztrófa vetett véget, mely egy majd évtizedes korszakot zárt le az olasz labdarúgásban. Éppen ezért ezzel a díszítő jelzővel gyakran csak a tragédiában odavesző csapat tagjait illetik, holott az egy nyolc év alatt sorozatban öt bajnoki címet nyerő együttest takar. Ezt a rekordot (Quinquennio d' oro) egyedül a Juventus tudta megismételni a 2010-es évek közepén.

## Ferrucio Novo, a mítosz megteremtője

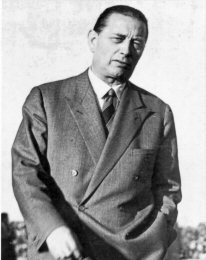
Ferruccio Novo

## A Grande Torino születése

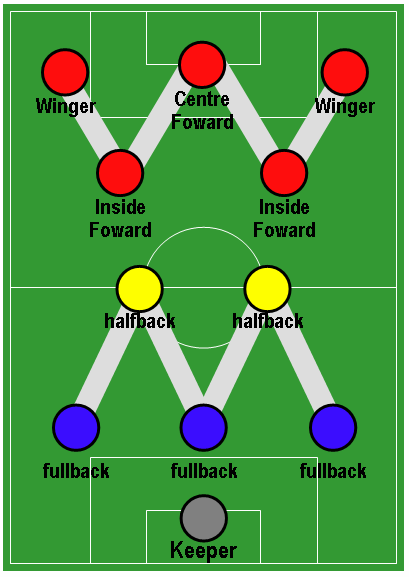
Taktikai alakzat, azaz a Sistema

## 1944: labdarúgás a háború alatt

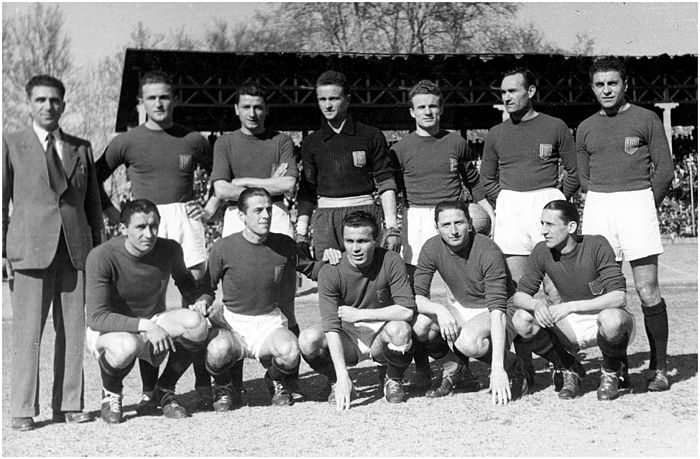
Az 1944-es bajnokcsapat soraiban Silvio Piolával

### 1948—49

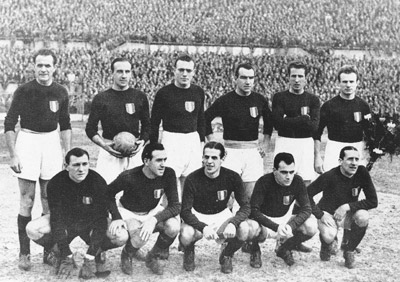
Torino 1948—49

## A Superga légikatasztrófa
1949. május 4-én a három hajtóműves Fiat G.212 típusú repülőgép a Torinóhoz közeli hegyekben a sűrű ködben rossz látási viszonyok közé keveredett, majd 17:05 perckor a Superga-bazilika oldalának csapódott. A tragédia következtében a fedélzeten tartózkodó 31 ember mind életét vesztette, beleértve a játékosokat, az edzői stáb tagjait, az újságírókat és a személyzetet. Mivel a csapat nagy hírnevet szerzett magának a korábbi eredményeivel, az esemény nagy visszhangot kapott a nemzetközi és az olasz sajtóban is. A temetések napján közel egymillió ember vonult az utcákra Torinóban.

## A Grande Torino rekordjai
- A legtöbb (5) egyhuzamban megnyert bajnoki cím (1942–43, 1945–46, 1946–47, 1947–48, 1948–49, 1944-ben és 45-ben szünetelt a bajnokság a második világháború miatt) - ugyanezt a Juventus is megtette az 1930–31-es, 1931–32-es, 1932–33-as, 1933–34-es és az 1934–35-ös szezonban
- A leghosszabb, otthoni vereség nélküli sorozat (1945-46, 1946-47, 1947-48, 1948-49)
- A leghosszabb győzelmi sorozat, 93 meccs, ebből 83 győzelem és 10 döntetlen (1943. január 24-étől 1949. április 30-áig)
- A legtöbb pont (65) egy szezon alatt (még a 2 pontos rendszerben), az 1947–48-as szezonban
- A legnagyobb különbséggel megnyert bajnoki cím (16 pont a Milan, a Juventus és a Triestina előtt szintén az 1947-48-as szezonban, Torino: 65 pont, Milan, Juve, Triestina: 49 pont)
- A legnagyobb különbségű otthoni győzelem: 10:0 az Alessandria ellen (1947-48)
- A legnagyobb különbségű idegenbeli győzelem: 7:0 a Roma ellen (1945–46)
- Legtöbb győzelem (20) 1 szezonban (16 csapatos bajnokság): 30 meccsen 20 győzelem (1942–43)
- Legtöbb győzelem (20 és 21 csapatos bajnokság): 28 győzelem 38 meccsen (1946–47) és 29 győzelem 40 meccsen (1947–48)
- Legtöbb hazai győzelem: 20 meccsen 19 győzelem (1947-48)
- Legtöbb idegenbeli győzelem (16 csapatos bajnokság): 10 győzelem 15 meccsen (1942-43)
- Legtöbb idegenbeli győzelem (20 és 21 csapatos bajnokság): 13 győzelem 19 meccsen (1946-47)
- Legtöbb otthon szerzett pont: 39 a megszerezhető 40-ből (1947-48)
- Legtöbb idegenben szerzett pont (16 csapatos bajnokság): 22 a megszerezhető 30-ból (1942-43)
- Legkevesebb otthon elvesztett pont: 1 a 40-ből (1947-48 és 1948–49)
- Legkevesebb vereség egy szezonban: 38 meccsen 3 (1946-47 és 1948-49)
- Legkevesebb idegenbeli vereség: 19 meccsen 3 (1946-47 és 1948-49)
- Legtöbb szerzett gól: 125 (1947-48)
- Legtöbb otthon szerzett gól: 89 (1947-48)
- Legtöbb idegenben szerzett gól (16 csapatos bajnokság): 31 (1942-43)
- Legtöbb idegenben szerzett gól (20 és 21 csapatos bajnokság): 36 (1946-47 és 1947-48)
- Legtöbb szerzett gól 5 szezon alatt: 408 (Az 1942-43-as és az 1948-49-es szezon között)
- Legkevesebb kapott gól (21 csapatos bajnokság): 33 (1947-48)
- Legkevesebb idegenben kapott gól (16 csapatos bajnokság): 9 (1942-43)
- Legjobb gólátlag: 3,787 meccsenként (1947-48)
- Legtöbb pont fél szezon alatt: 38-ból 34 (1946-47) és 40-ből 36 (1947-48)
- Leghosszabb lejátszott meccs: az 1920-21-es szezonban, a Torino és a Legnano között. Miután a csapatok lejátszották a 90 percet és a kétszer 15 perces hosszabbítást, a csapatok a hosszabbítás 3. periódusának 8. percében a csapatok nem folytatták tovább a meccset, és az akkor még 2 pontot később a Legnanónak adták.

## Statisztika, egyéb érdekességek

### Felállások

#### Alapcsapat az1942-1943-as olasz bajnoki idényben
Bodoira, Piacentini, Ferrini, Baldi, Ellena, Grezar, Menti, Loik, Gabetto, Mazzola, Ferraris II

Vezetőedző: Kuttik (később Janni)

#### Alapcsapat az1945-1946-os olasz bajnoki idényben
Bacigalupo, Ballarin, Maroso, Grezar, Rigamonti, Castigliano, Ossola, Loik, Gabetto, Mazzola, Ferraris II

Vezetőedző: Ferrero

#### Alapcsapat az1946-1947-es olasz bajnoki idényben
Bacigalupo, Ballarin, Maroso, Grezar, Rigamonti, Castigliano, Ossola (Menti), Loik, Gabetto, Mazzola, Ferraris II

Vezetőedző: Ferrero

#### Alapcsapat az1947-1948-as olasz bajnoki idényben
Bacigalupo, Ballarin, Maroso (Tomà), Grezar, Rigamonti, Castigliano (Martelli), Menti, Loik, Gabetto, Mazzola, Ferraris II (Ossola)

Allenatore: Sperone

Vezetőedző: Copernico

#### Alapcsapat az1948-1949-es olasz bajnoki idényben
Bacigalupo, Ballarin, Maroso, Grezar (Martelli), Rigamonti, Castigliano, Menti, Loik, Gabetto, Mazzola, Ossola

Allenatore: Lievesley

Technikai igazgató: Egri Erbstein

### A Grande Torino és az olasz válogatott
Azoknak a mérkőzéseknek a felsorolása ahol a válogatott nagy részét a torinói csapat adta, vagy játékosai meghatározó szerepet töltöttek be a mérkőzés alakulásának szempontjából.
- Genova, 1942. április 5.: - 4-0
  - 2 játékos: Ferraris II (1 gól), Gabetto (1 gól)
- Milánó, 1942. április 9.: Italia- 4-0
  - 1 játékos: Ferraris II (1 gól)
- Zurigo, 1945. november 11.: -Italia 4-4
  - 7 játékos: Ballarin, Maroso, Mazzola, Grezar, Castigliano, Ferraris II, Loik (1 gól)
- Milánó, 1946. december 1.: Italia- 3-2
  - 5 játékos: Maroso, Grezar, Ferraris II, Mazzola 1 gól), Castigliano (1 gól).
- Firenze, 1947. április 27.: Italia- 5-2
  - 9 játékos: Castigliano, Ballarin, Gabetto, Maroso, Grezar, Ferraris II, Loik (1 gól), Mazzola (1 gól), Menti (3 gól)
- Torino, 1947. május 11.: Italia- 3-2
  - 10 játékos: Ballarin, Maroso, Rigamonti, Grezar, Castigliano, Menti, Mazzola, Ferraris II, Loik (1 gól), Gabetto (2 gól).
- Bécs, november 9.: -Italia 5-1
  - 4 játékos: Ballarin, Maroso, Castigliano, Mazzola.
- Bari, 1947. december 14.: Italia- 3-1
  - 8 játékos: Bacigalupo, Ballarin, Grezar, Maroso, Loik, Mazzola, Menti (1 gól), Gabetto (1 gól).

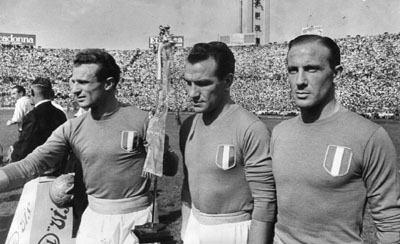
Mazzola, Loik és Ballarin az olasz válogatottban, 1948. május 16-án Anglia ellen.

- Párizs, 1948. április 4.: -Italia 1-3
  - 8 játékos: Bacigalupo, Ballarin, Loik, Grezar, Rigamonti, Menti, Mazzola, Gabetto (1 gól).
- Torino, 1948. május 16: Italia- 0-4
  - 7 játékos: Bacigalupo, Ballarin, Grezar, Menti, Loik, Gabetto, Mazzola.
- Genova, 1949. február 27.: Italia- 4-1
  - 7 játékos: Bacigalupo, Ballarin, Loik, Castigliano, Maroso (1 gól), Menti (1 gól), Mazzola (1 gól).
- Madrid, 1949. március 27.: -Italia 1-3
  - 6 játékos: Bacigalupo, Ballarin, Rigamonti, Castigliano, Menti, Mazzola.

| Név                 | Születési idő és hely                   | Poszt        | Pályára lépések száma | Gólok száma |
| ------------------- | --------------------------------------- | ------------ | --------------------- | ----------- |
| Valentino Mazzola   | Cassano d'Adda - 1919. január 26.       | Csatár       | 10                    | 3           |
| Aldo Ballarin       | Chioggia - 1922. október 1.             | Hátvéd       | 9                     | -           |
| Giuseppe Grezar     | Trieste - 1918. november 25.            | Középső védő | 7                     | -           |
| Virgilio Maroso     | Crosara di Marostica - 1925. június 26. | Hátvéd       | 7                     | 1           |
| Romeo Menti         | Vicenza - 05/09/1919                    | Ala          | 7                     | 5           |
| Ezio Loik           | Fiume - 26/09/1919                      | Mezz'ala     | 7                     | 3           |
| Eusebio Castigliano | Vercelli - 09/02/1921                   | Mediano      | 7                     | 1           |
| Guglielmo Gabetto   | Torino - 24/02/1916                     | Centravanti  | 6                     | 5           |
| Piero Ferraris II   | Vercelli - 15/02/1912                   | Ala          | 6                     | 2           |
| Valerio Bacigalupo  | Vado Ligure - 12/03/1924                | Portiere     | 5                     | -8          |
| Mario Rigamonti     | Brescia - 17/12/1922                    | Stopper      | 3                     | -           |

## Bibliográfia
- AA.VV, "Speciale Grande Torino", Q&P, Torino, 1999
- AA.VV, "La concertina del Grande Torino", Agami, Cuneo, 1999
- AA.VV, "Mitissimo: Grande Torino mezzo secolo dopo Superga", Toro club Melfi, Melfi, 1999
- Campanella-Ormezzano-Tosatti, "Il Grande Torino", Reverdito edizioni, Lavis (TN), 1999
- Cudiona Giuseppina, "Valentino racconta", Torino, 1950
- Ossola-Tavella, "Il romanzo del Grande Torino", Newton & Compton, 1993
- Tavella Renato, "Capitan Valentino", Graphot, Torino, 1983
- Tomà Sauro, Me Grand Turin", Graphot, Torino, 1999
- Ossola Franco, "Grande Torino per sempre", Editrice Il Punto - Piemonte in Bancarella, Torino, 1998
- Ossola-Muliari, "Un secolo di Toro. Tra leggenda e storia cento anni di vita granata", Editrice Il Punto - Piemonte in Bancarella, Torino, 2005
- Ossola Franco, "365 volte Toro" Editrice Il Punto - Piemonte in Bancarella, Torino, 2006
- Beccaria Domenico, "Come nuvole nel vento - Il Grande Torino di Julius Schubert" Editrice Il Punto - Piemonte in Bancarella, Torino, 2014